# Serie B 2007-2008 (calcio a 5)
La Serie B 2007-2008 è stato il decimo campionato nazionale di terzo livello e la diciottesima edizione assoluta della categoria; si è svolto tra il 20 settembre 2008 e il 19 aprile 2009, prolungandosi fino al 7 giugno 2008 con la disputa delle partite di spareggio. Al termine della stagione regolare sono promosse in serie A2 le formazioni vincitrici dei sei gironi, mentre le ultime tre classificate retrocedono in serie C1.
Per ogni girone le formazioni piazzatesi al decimo e all'undicesimo posto si affrontano tra loro in una fase a eliminazione diretta, basata su gare di andata e di ritorno, per decretare altre sei retrocessioni.
Le squadre classificatesi al secondo e al terzo posto di ogni girone accedono ai play-off, che coinvolgono anche le formazione classificatesi all'undicesimo e al dodicesimo posto dei due gironi di serie A2. Divise in due raggruppamenti (le società del girone A di serie A2 con quelle dei gironi A, B e C di serie B, mentre le società del girone B di serie A2 con quelle dei gironi D, E e F di serie B), le squadre si affrontano in tre fasi ad eliminazione diretta basate su gare di andata e di ritorno, per assegnare gli ultimi due posti disponibili alla prossima edizione del campionato di serie A2. Il Consiglio Direttivo della Divisione Calcio a Cinque ha provveduto al ripescaggio di dodici società per completare la composizione dei sei gironi da quattordici squadre. Le società sono Dream Team Viareggio, Futsal San Biagio Monza, Isolotto Calcio a 5, Calcio a cinque Forlì, Montesilvano C5, Termoli, Eagles Brindisi, Virtus Montecastelli, Albano, Proginf, Futsal Pianura, Catanzaro Calcio a Cinque.

## Girone A

### Partecipanti
Il girone comprende otto società provenienti dalla Lombardia, due dalla Toscana e una rispettivamente per Emilia-Romagna, Liguria, Piemonte e Valle d'Aosta. Al posto del Ciriè (promosso in serie A2), delle retrocesse I Bassotti, Real Casagrande, San Vincenzo Genova (fusosi con il San Lorenzo) e Tigullio nonché del Brianza e del Tosco Ligure (vincitore della serie C1 ligure) che non hanno presentato domanda di iscrizione, sono state ammesse le vincitrici dei campionati di serie C1 di Piemonte (Sporting Rosta) e Lombardia (Real Cornaredo), oltre all'Aymavilles retrocesso dalla serie A2. Completano l'elenco il ripescaggio di Dream Team Viareggio (finalista della fase play-off di serie C) e di San Biagio Monza, nonché lo spostamento dell'Atlante Grosseto, proveniente dal girone B.

### Classifica
|  | Pos. | Squadra              | Pt | G  | V  | N | P  | GF  | GS  | DR   |
|  | ---- | -------------------- | -- | -- | -- | - | -- | --- | --- | ---- |
|  | 1.   | Atlante Grosseto     | 58 | 26 | 19 | 1 | 6  | 121 | 79  | +42  |
|  | 2.   | Domus Bresso         | 54 | 26 | 18 | 0 | 8  | 101 | 63  | +38  |
|  | 3.   | Interfive Vigevano   | 53 | 26 | 16 | 5 | 5  | 110 | 78  | +32  |
|  | 4.   | Lecco&Toniolo        | 53 | 26 | 17 | 2 | 7  | 117 | 67  | +50  |
|  | 5.   | Bergamo              | 44 | 26 | 13 | 5 | 8  | 129 | 88  | +41  |
|  | 6.   | San Biagio           | 44 | 26 | 14 | 2 | 10 | 115 | 95  | +20  |
|  | 7.   | San Lorenzo SanVi    | 43 | 26 | 13 | 4 | 9  | 94  | 78  | +16  |
|  | 8.   | Valprint Milano      | 41 | 26 | 13 | 2 | 11 | 108 | 102 | +6   |
|  | 9.   | Real Cornaredo       | 37 | 26 | 11 | 4 | 11 | 105 | 97  | +8   |
|  | 10.  | Aymavilles           | 33 | 26 | 10 | 3 | 13 | 83  | 83  | 0    |
|  | 11.  | Lecco                | 29 | 26 | 9  | 2 | 15 | 101 | 114 | -13  |
|  | 12.  | Sporting Rosta       | 28 | 26 | 8  | 4 | 14 | 82  | 95  | -13  |
|  | 13.  | Dream Team Viareggio | 7  | 26 | 2  | 1 | 23 | 65  | 148 | -83  |
|  | 14.  | Bologna FF           | 4  | 26 | 1  | 1 | 24 | 30  | 174 | -144 |

### Verdetti
- Atlante Grosseto promosso in Serie A2 2008-09.
- Bologna FF, Dream Team Viareggio e, dopo i play-out, Lecco retrocesse nei campionati regionali.
- Valprint Futsal Fram non iscritta ad alcun campionato FIGC nella stagione 2008-09; Sporting Rosta retrocesso in Serie C1 del Piemonte ma successivamente ripescato.

## Girone B

### Partecipanti
Il girone comprende sette formazioni provenienti dal Veneto, quattro dalla Toscana, due dal Friuli-Venezia Giulia e una dal Trentino-Alto Adige. Al posto di Kaos (promosso in A2), Atlante Grosseto (trasferito nel girone A) e di Toscana Sport e Valdera (retrocesse in serie C1) sono state ammesse le vincitrici dei relativi campionati regionali di serie C1 ovvero Bubi Merano (serie C unica), Fiorentina, Manzano (che ritorna in serie B dopo appena un anno di assenza) e Villorba, oltre all'Adriatica Futsal Club vincitrice della fase nazionale dei play-off di serie C. Completano l'elenco il ripescaggio dell'Isolotto, retrocesso sul campo nella precedente edizione e il Prato retrocesso dalla serie A2. Questa ultima società durante l'estate ha inaugurato inoltre una collaborazione con il Toscana Sport, assumendo la denominazione "Toscana Prato C5".

### Classifica
|  | Pos. | Squadra              | Pt | G  | V  | N | P  | GF  | GS  | DR  |
|  | ---- | -------------------- | -- | -- | -- | - | -- | --- | --- | --- |
|  | 1.   | Gruppo Fassina       | 64 | 26 | 20 | 4 | 2  | 164 | 65  | +99 |
|  | 2.   | Thiene               | 59 | 26 | 18 | 5 | 3  | 125 | 46  | +79 |
|  | 3.   | Verona               | 57 | 26 | 17 | 6 | 3  | 127 | 68  | +59 |
|  | 4.   | Villorba             | 54 | 26 | 17 | 3 | 6  | 128 | 90  | +38 |
|  | 5.   | Montecchio           | 52 | 26 | 16 | 4 | 6  | 131 | 82  | +49 |
|  | 6.   | Prato                | 37 | 26 | 11 | 4 | 11 | 94  | 93  | +1  |
|  | 7.   | Poggibonsese         | 36 | 26 | 10 | 6 | 10 | 84  | 99  | -15 |
|  | 8.   | Sedico               | 33 | 26 | 9  | 6 | 11 | 87  | 108 | -21 |
|  | 9.   | Fiorentina           | 31 | 26 | 9  | 4 | 13 | 96  | 119 | -23 |
|  | 10.  | Petrarca             | 27 | 26 | 8  | 3 | 15 | 88  | 120 | -32 |
|  | 11.  | Isolotto             | 24 | 26 | 8  | 0 | 18 | 87  | 124 | -37 |
|  | 12.  | Adriatica Monfalcone | 21 | 26 | 6  | 3 | 17 | 75  | 130 | -55 |
|  | 13.  | Bubi Merano          | 18 | 26 | 4  | 6 | 16 | 58  | 109 | -51 |
|  | 14.  | Manzano              | 5  | 26 | 1  | 2 | 23 | 45  | 136 | -89 |

### Verdetti
- Gruppo Fassina promosso in Serie A2 2008-09.
- Adriatica Monfalcone, Bubi Merano e Manzano retrocesse nei campionati regionali.
- Isolotto retrocesso dopo i play-out ma successivamente ripescato.

## Girone C

### Partecipanti
Il girone comprende sette società marchigiane, cinque abruzzesi e due provenienti dall'Emilia-Romagna. Al posto del Magione promosso in serie A2, delle retrocesse Castelbellino, Pro Calcetto Avezzano, CUS Teramo nonché del Derby Forlì che non ha presentato domanda di iscrizione, sono state ammesse le vincitrici dei tre relativi campionati di serie C1 regionale ovvero Atletico Ravenna, Atletico Teramo e Polisportiva Tre Colli Ancona oltre alla vincitrice della fase nazionale dei play-off di serie C Pesaro Five. Acqua e Sapone 2000 e Marina Città Sant'Angelo hanno unito le forze nell'"Acqua e Sapone Marina CSA". Il titolo sportivo dell'Acqua e Sapone 2000 è stato acquistato dal San Donato. Completano l'organico del girone le ripescate Forlì C5, retrocessa sul campo la precedente stagione, e Montesilvano C5.

### Classifica
|  | Pos. | Squadra          | Pt | G  | V  | N | P  | GF  | GS  | DR  |
|  | ---- | ---------------- | -- | -- | -- | - | -- | --- | --- | --- |
|  | 1.   | Pescara          | 65 | 26 | 20 | 5 | 1  | 119 | 57  | +62 |
|  | 2.   | Civitanova       | 65 | 26 | 21 | 2 | 3  | 142 | 74  | +68 |
|  | 3.   | Atletico Teramo  | 57 | 26 | 18 | 3 | 5  | 118 | 75  | +43 |
|  | 4.   | Tre Colli        | 47 | 26 | 14 | 5 | 7  | 104 | 83  | +21 |
|  | 5.   | San Donato       | 41 | 26 | 11 | 8 | 7  | 86  | 87  | -1  |
|  | 6.   | Italservice      | 36 | 26 | 11 | 3 | 12 | 85  | 84  | +1  |
|  | 7.   | Palextra Fano    | 33 | 26 | 9  | 6 | 11 | 106 | 99  | +7  |
|  | 8.   | Miracolo Piceno  | 31 | 26 | 8  | 7 | 11 | 105 | 117 | -12 |
|  | 9.   | Montesilvano C5  | 29 | 26 | 8  | 5 | 13 | 76  | 87  | -11 |
|  | 10.  | Vigor Fabriano   | 26 | 26 | 8  | 2 | 16 | 87  | 114 | -27 |
|  | 11.  | Forlì            | 26 | 26 | 7  | 5 | 14 | 97  | 125 | -28 |
|  | 12.  | Angolana         | 22 | 26 | 6  | 4 | 16 | 78  | 129 | -51 |
|  | 13.  | CUS Ancona       | 19 | 26 | 5  | 4 | 17 | 86  | 111 | -25 |
|  | 14.  | Atletico Ravenna | 19 | 26 | 6  | 1 | 19 | 90  | 137 | -47 |

### Verdetti
- Acqua e Sapone Marina CSA promossa in Serie A2 2008-09.
- Atletico Teramo ripescato in Serie A2; CUS Ancona e, dopo i play-out, Vigor Fabriano retrocesse in Serie C1 delle Marche ma successivamente ripescate.
- Angolana e Atletico Ravenna retrocesse nei campionati regionali.

## Girone D

### Partecipanti
Il girone comprende nove società pugliesi, tre molisane e due lucane. Al posto di Giovinazzo e Modugno rispettivamente ripescata e promossa in serie A2, delle retrocesse Invicta Potenza, Ruvo Calcetto e San Gabriele Vasto sono state ammesse le tre vincitrici dei relativi gironi di serie C1 ovvero Real Matera (vincitrice serie C1 Basilicata), Planet Campobasso (vincitrice serie C1 Molise) e Centro Sociale Giovanile Putignano (vincitrice serie C1 Puglia). Completano l'elenco il ripescaggio della retrocessa Termoli e dell'Eagles Brindisi.

### Classifica
|                                          | Pos. | Squadra            | Pt | G  | V  | N | P  | GF  | GS  | DR   |
| ---------------------------------------- | ---- | ------------------ | -- | -- | -- | - | -- | --- | --- | ---- |
| Vincitrice della Coppa Italia di Serie B | 1.   | Polignano          | 73 | 26 | 24 | 1 | 1  | 148 | 47  | +101 |
|                                          | 2.   | Team Matera        | 58 | 26 | 18 | 4 | 4  | 147 | 88  | +59  |
|                                          | 3.   | Azzurri Conversano | 55 | 26 | 17 | 4 | 5  | 109 | 69  | +40  |
|                                          | 4.   | CSG Putignano      | 47 | 26 | 14 | 5 | 7  | 103 | 74  | +29  |
|                                          | 5.   | Real Matera        | 40 | 26 | 12 | 4 | 10 | 98  | 88  | +10  |
|                                          | 6.   | Real Polignano     | 39 | 26 | 12 | 3 | 11 | 123 | 108 | +15  |
|                                          | 7.   | Martina            | 36 | 26 | 10 | 6 | 10 | 108 | 90  | +18  |
|                                          | 8.   | Olimpiadi          | 36 | 26 | 11 | 3 | 12 | 80  | 87  | -7   |
|                                          | 9.   | Barletta           | 36 | 26 | 10 | 6 | 10 | 108 | 133 | -25  |
|                                          | 10.  | Termoli            | 36 | 26 | 10 | 6 | 10 | 86  | 89  | -3   |
|                                          | 11.  | Manfredonia        | 26 | 26 | 8  | 2 | 16 | 85  | 132 | -47  |
|                                          | 12.  | Brindisi           | 16 | 26 | 4  | 4 | 18 | 72  | 129 | -57  |
|                                          | 13.  | Vis Isernia        | 12 | 26 | 3  | 3 | 20 | 62  | 127 | -65  |
|                                          | 14.  | Planet Campobasso  | 10 | 26 | 3  | 1 | 22 | 60  | 128 | -68  |

### Verdetti
- Polignano promosso in Serie A2 2008-09.
- Eagles Brindisi, Planet Campobasso, Vis Isernia e, dopo i play-out, Termoli retrocesse nei campionati regionali.

## Girone E

### Partecipanti
Il girone comprende otto società laziali, tre sarde e altrettante umbre. Al posto di ATS Quartu e Ceccano rispettivamente ripescata e promossa in serie A2, di Ciampino (ripartita dalla serie D) e Pomezia che non hanno presentato domanda di iscrizione e delle retrocesse Civitavecchia C5, Puntese e Sporting Mazarese, sono state ammesse le tre vincitrici dei relativi campionati regionali di serie C1 ovvero Alguer, Settecamini e Virtus Gualdo nonché la Pro Capoterra vincitrice della fase nazionale dei play-off di serie C. A completamento dell'organico del girone è stata ripescata la Proginf nonché le retrocesse Albano e Virtus Montecastelli. Infine il Latina ha rilevato il titolo sportivo dell'Ariccia-Colleferro (serie A2) cedendo successivamente il proprio alla seconda formazione cittadina ovvero la Tecnocar.

### Classifica
|  | Pos. | Squadra           | Pt | G  | V  | N | P  | GF  | GS  | DR  |
|  | ---- | ----------------- | -- | -- | -- | - | -- | --- | --- | --- |
|  | 1.   | Assemini          | 58 | 24 | 18 | 4 | 2  | 125 | 68  | +57 |
|  | 2.   | Velletri          | 47 | 24 | 15 | 2 | 7  | 87  | 65  | +22 |
|  | 3.   | Coar Orvieto      | 45 | 24 | 13 | 6 | 5  | 90  | 64  | +26 |
|  | 4.   | Tempio Alguer     | 43 | 24 | 14 | 1 | 9  | 122 | 111 | +11 |
|  | 5.   | Pro Capoterra     | 42 | 24 | 12 | 6 | 6  | 90  | 69  | +21 |
|  | 6.   | Tor Vergata       | 37 | 24 | 12 | 1 | 11 | 97  | 79  | +18 |
|  | 7.   | Virtus Gualdo     | 34 | 24 | 10 | 4 | 10 | 100 | 101 | -1  |
|  | 8.   | Aurelia Nordovest | 28 | 24 | 8  | 4 | 12 | 82  | 94  | -12 |
|  | 9.   | Tecnocar Latina   | 27 | 24 | 6  | 9 | 9  | 82  | 98  | -16 |
|  | 10.  | Albano            | 26 | 24 | 7  | 5 | 12 | 80  | 108 | -28 |
|  | 11.  | Palestrina        | 22 | 24 | 6  | 4 | 14 | 71  | 93  | -22 |
|  | 12.  | Montecastelli     | 17 | 24 | 4  | 5 | 15 | 54  | 91  | -37 |
|  | 13.  | Proginf           | 14 | 24 | 3  | 5 | 16 | 79  | 118 | -39 |
|  | -    | Settecamini       | -  | -  | -  | - | -  | -   | -   | -   |

### Verdetti
- Assemini promosso in Serie A2 2008-09.
- Settecamini esclusa dal campionato dopo 4 rinunce (11ª giornata).
- Tor Vergata (ripartito dalla Serie C1), Tecnocar Latina e Velletri(scioglimento) non iscritte al campionato di Serie B 2008-09; Palestrina retrocesso dopo i play-out ma successivamente ripescato.
- Proginf e Virtus Montecastelli retrocesse nei campionati regionali.

## Girone F

### Partecipanti
Il girone comprende sette società campane, quattro calabresi e tre siciliane. Al posto di Atletico Catanzaro e Forio C5 (retrocesse in serie C1) e del Marigliano 94 (promosso in A2) sono state promosse il San Giuseppe Rosarno (vincitore serie C1 Calabria), lo Sporting Peloro Messina (vincitore dei play-off nazionali di serie C) e il Villabate che nella scorsa stagione ha vinto sia il campionato di serie C1 siciliano sia la Coppa Italia di categoria. Oltre al'Antares Fuorigrotta (detentore della Serie C1 campana), non si sono invece iscritte Virtus Benevento, Palermo (retrocesse dalla serie A2), nonché l'Afragola, tutte con una pregressa esperienza nella massima serie. Al loro posto sono state ripescate le retrocesse Futsal RMA Pianura e Catanzaro C5 ed è stato spostato di girone il Regalbuto, ricongiungendolo alle altre formazioni siciliane. Si registrano infine alcuni cambi di denominazione: il Villabate durante l'estate si è fuso con la "Mediterranea Palermo", assumendone l'identità, mentre il Città di Gragnano ha affiancato il nome della città di Vico Equense, avendovi ivi spostato il campo di gioco.

### Classifica
|  | Pos. | Squadra              | Pt | G  | V  | N | P  | GF  | GS  | DR   |
|  | ---- | -------------------- | -- | -- | -- | - | -- | --- | --- | ---- |
|  | 1.   | Azzurra Sant'Alfonso | 60 | 26 | 18 | 6 | 2  | 135 | 65  | +70  |
|  | 2.   | Catanzaro            | 56 | 26 | 17 | 5 | 4  | 105 | 65  | +40  |
|  | 3.   | Regalbuto            | 51 | 26 | 16 | 3 | 7  | 101 | 63  | +38  |
|  | 4.   | Licogest Vibo        | 49 | 26 | 14 | 7 | 5  | 118 | 64  | +54  |
|  | 5.   | Santa Maria          | 48 | 26 | 14 | 6 | 6  | 102 | 86  | +16  |
|  | 6.   | Casagiove            | 40 | 26 | 11 | 7 | 8  | 100 | 76  | +24  |
|  | 7.   | Camilla Cales        | 39 | 26 | 12 | 3 | 11 | 112 | 105 | +7   |
|  | 8.   | Real Reggio          | 36 | 26 | 11 | 3 | 12 | 106 | 124 | -18  |
|  | 9.   | Gragnano             | 34 | 26 | 10 | 4 | 12 | 96  | 87  | +9   |
|  | 10.  | Mediterranea Palermo | 33 | 26 | 10 | 3 | 13 | 91  | 120 | -29  |
|  | 11.  | Peloro Messina       | 29 | 26 | 8  | 5 | 13 | 98  | 108 | -10  |
|  | 12.  | RMA Pianura          | 20 | 26 | 5  | 5 | 17 | 78  | 102 | -24  |
|  | 13.  | Castellamare         | 9  | 26 | 5  | 4 | 17 | 75  | 127 | -52  |
|  | 14.  | San Giuseppe Rosarno | 0  | 26 | 0  | 1 | 25 | 91  | 206 | -105 |

### Verdetti
- Azzurra Sant'Alfonso promossa in Serie A2, è assorbita dal Marigliano; Regalbuto ripescato in Serie A2 2008-09; Camilla Cales, Casagiove (ripartite dalle categorie regionali) e Mediterranea Palermo (scioglimento) non iscritte al campionato di Serie B 2008-09; Peloro Messina retrocesso dopo i play-out ma successivamente ripescato.
- Castellamare, RMA Pianura, San Giuseppe Rosarno retrocesse nei campionati regionali.

## Play-out Serie A2 / Play-off Serie B

### Girone A
|  | Quarti di finale | Quarti di finale   | Quarti di finale | Quarti di finale | Quarti di finale |  |  | Semifinali      | Semifinali      | Semifinali | Semifinali | Semifinali |   |   | Finale          | Finale          | Finale | Finale | Finale |  |
|  |                  |                    |                  |                  |                  |  |  |                 |                 |            |            |            |   |   |                 |                 |        |        |        |  |
|  | B                | Atletico Teramo    | 1                | 5                | 6                |  |  |                 |                 |            |            |            |   |   |                 |                 |        |        |        |  |
|  | A2               | Reggiana           | 3                | 1                | 4                |  |  | Atletico Teramo | Atletico Teramo | 3          | 4          | 7          |   |   |                 |                 |        |        |        |  |
|  | B                | Verona (dts)       | 3                | 4                | 7                |  |  | Verona          | Verona          | 3          | 1          | 4          |   |   |                 |                 |        |        |        |  |
|  | B                | Domus Bresso       | 1                | 5                | 6                |  |  |                 |                 |            |            |            |   |   | Atletico Teramo | Atletico Teramo | 1      | 0      | 1      |  |
|  | B                | Civitanova         | 10               | 5                | 15               |  |  |                 |                 | ATS Quartu | ATS Quartu | 8          | 1 | 9 |                 |                 |        |        |        |  |
|  | B                | Thiene             | 12               | 6                | 18               |  |  | Thiene          | Thiene          | 4          | 2          | 6          |   |   |                 |                 |        |        |        |  |
|  | B                | Interfive Vigevano | 1                | 2                | 3                |  |  | ATS Quartu      | ATS Quartu      | 7          | 6          | 13         |   |   |                 |                 |        |        |        |  |
|  | A2               | ATS Quartu         | 5                | 2                | 7                |  |  |                 |                 |            |            |            |   |   |                 |                 |        |        |        |  |

#### Girone B
|  | Quarti di finale | Quarti di finale   | Quarti di finale | Quarti di finale | Quarti di finale |  |  | Semifinali   | Semifinali   | Semifinali | Semifinali | Semifinali |   |    | Finale     | Finale     | Finale | Finale | Finale |  |
|  |                  |                    |                  |                  |                  |  |  |              |              |            |            |            |   |    |            |            |        |        |        |  |
|  | B                | Team Matera        | 5                | 3                | 8                |  |  |              |              |            |            |            |   |    |            |            |        |        |        |  |
|  | B                | Velletri           | 4                | 1                | 5                |  |  | Team Matera  | Team Matera  | 5          | 3          | 8 (6)      |   |    |            |            |        |        |        |  |
|  | B                | Regalbuto          | 3                | 3                | 6                |  |  | Giovinazzo   | Giovinazzo   | 4          | 4          | 8 (8)      |   |    |            |            |        |        |        |  |
|  | A2               | Giovinazzo         | 2                | 5                | 7                |  |  |              |              |            |            |            |   |    | Giovinazzo | Giovinazzo | 2      | 3      | 5      |  |
|  | B                | Coar Orvieto       | 4                | 4                | 8                |  |  |              |              | Marcianise | Marcianise | 2          | 8 | 10 |            |            |        |        |        |  |
|  | B                | Catanzaro          | 1                | 4                | 5                |  |  | Coar Orvieto | Coar Orvieto | 1          | 2          | 3 (4)      |   |    |            |            |        |        |        |  |
|  | B                | Azzurri Conversano | 2                | 2                | 4                |  |  | Marcianise   | Marcianise   | 0          | 3          | 3 (7)      |   |    |            |            |        |        |        |  |
|  | A2               | Marcianise         | 5                | 13               | 18               |  |  |              |              |            |            |            |   |    |            |            |        |        |        |  |

### Play-out[12]
| Squadra 1      | Totale | Squadra 2            | Andata | Ritorno |
| -------------- | ------ | -------------------- | ------ | ------- |
| Lecco          | 4 - 7  | Aymavilles           | 3 - 2  | 1 - 5   |
| Isolotto       | 5 - 7  | Petrarca             | 1 - 3  | 4 - 4   |
| Forlì          | 11 - 9 | Vigor Fabriano       | 6 - 6  | 5 - 3   |
| Manfredonia    | 5 - 4  | Termoli              | 4 - 3  | 1 - 1   |
| Palestrina     | 5 - 13 | Albano               | 2 - 7  | 3 - 6   |
| Peloro Messina | 3 - 16 | Mediterranea Palermo | 3 - 5  | 0 - 11  |